# 上野政英
上野 政英（うえの まさひで、1983年9月10日 - ）は、日本の陸上競技選手。専門は短距離走。石川県出身。鶴来中学校、野々市明倫高校、東海大学卒業。2007年アジア選手権男子100mの銀メダリスト。

## 経歴
鶴来中学校時代は野球部に所属し1番センターで活躍。ピッチャーゴロ以外はほとんど内野安打にする俊足を買われ、陸上部に借り出される。3年時には全日本中学校陸上競技選手権大会の100mに出場し４位入賞、その後ジュニアオリンピックの100mで自身初の10秒台となる10秒97で優勝した。野々市明倫高校1年時に国体の少年B100mで優勝、2年時に高校生ながら日本選手権の100mに出場し7位入賞、国体の少年A100mで優勝、3年時にインターハイの100mと国体の少年A100mを優勝して全国2冠と国体3連覇を達成するなど、高校時代に輝かしい実績を残した。しかし、東海大学に入学後は故障の繰り返しで、3,4年時は試合にほとんど出られなかった。2006年4月に東海大学を卒業して地元石川に戻り、高校時代の恩師に指導を受けて再スタートを切ると、10月に国体の成年男子100m準決勝で高校2年時以来の自己ベスト更新となる10秒28（2007年世界選手権のB標準）をマークした。翌年の2007年6月に日本選手権の100mに出場し、塚原直貴、朝原宣治に次ぐ3位（小島茂之と同着）に輝いたが、8月の世界選手権日本代表には選出されなかった。しかし、7月のアジア選手権日本代表には選出されて100mに出場した。100m決勝では優勝したカタールのサミュエル・フランシスが9秒99のアジア新記録とアジア選手初の9秒台をマークした一方で、10秒26の自己ベストと北京オリンピックB標準をマークして2位に入り銀メダルを獲得した。

## 主要大会成績
- 1999年
  - 国体少年B100m 優勝 10秒87
- 2000年
  - 日本選手権100m 7位 10秒68
  - 国体少年A100m 優勝 10秒43（-0.5）
- 2001年
  - インターハイ100m 優勝 10秒53（+0.3）
  - 国体少年A100m 優勝 10秒50（0.0）
- 2006年
  - 国体成年男子100m 8位 31秒12（+0.4）
- 2007年
  -  国際グランプリ大阪100m 6位 10秒51（+0.4） / 4×100mR（ 日本Bチーム1走） 4位 39秒55
  - 日本選手権100m 3位 10秒50（-0.3） *同着
  -  アジア選手権100m 2位 10秒26（+0.9）
  - 全日本実業団対抗選手権100m 優勝 10秒50（-1.4）
  - スーパー陸上100m 6位 10秒62
  - 国体成年男子100m 2位 10秒37（+0.4）
- 2008年
  -  国際グランプリ大阪100m 4位 10秒55（+0.8）
  -  北京五輪プレ大会・中国オープン100m 準決勝2組5着 10秒45（+0.3） / 4×100mR（ 日本チーム1走） 2位 39秒46（上野-末續-塚原-朝原）
  - 日本選手権100m 準決勝1組8着 12秒17（+0.3）
- 2009年
  -  国際グランプリ大阪100m 9位 10秒97（+0.8）
  - 日本選手権100m 予選3組3着 10秒52（+1.9）

## 自己ベスト
| 種目 | 記録               | 年月日        | 場所     | 備考       |
| ---- | ------------------ | ------------- | -------- | ---------- |
| 100m | 10秒26 （+0.9m/s） | 2007年7月26日 | アンマン | 石川県記録 |